# Таллом

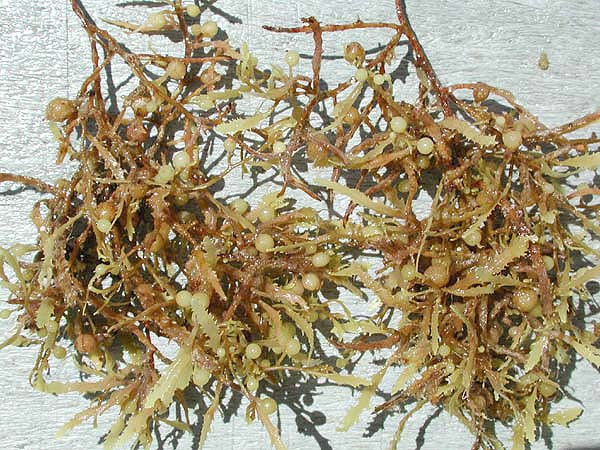
Таллом водоросли саргасс

Талло́м, или слоеви́ще (от др.-греч. θαλλός — молодая, зелёная ветвь), — ботанический термин, применяемый для обозначения одноклеточного, многоклеточного или не дифференцированного на клетки (многоядерного) тела водорослей, грибов, лишайников, а также антоцеротовых и некоторых печёночных мхов.
Хотя по форме таллом может напоминать тело сосудистых растений и листостебельных мхов, клетки, составляющие его, однообразны и не образуют сложных мозаик — тканей. В частности, не имеется ни специализированных покровных, ни специализированных проводящих элементов (подобных трахеидам, ситовидным трубкам и сосудам).
В альгологии, микологии и лихенологии приняты разные классификации форм талломов. Наиболее сложно устроены талломы у харовых и бурых водорослей, у которых намечена дифференциация клеток и тканей. Также довольно сложной структурой таллома обладают некоторые лишайники.

## Талломы водорослей
Талломы водорослей весьма разнообразны, в альгологии различают несколько типов морфологической дифференциации таллома. Часто, однако, чёткую границу между различными типами провести невозможно, так как существуют переходные формы.
- Монадный, или жгутиковый тип — отдельные клетки, имеющие постоянную форму, способные к активному движению в водной среде при помощи жгутиков, одиночные или собирающиеся в колонии, ценобии (колонии с неизменным определённым числом клеток). Целые колонии и ценобии могут быть подвижными. У монадных водорослей часто встречаются характерные органеллы: центриоли, глоточный аппарат, пищеварительные вакуоли, стигма, сократительные вакуоли (у пресноводных). У многих отсутствуют вакуоли с клеточным соком и клеточная стенка, покровы монадных клеток разнообразны и отличаются от покровов клеток растений. Монадную структуру имеют также отдельные стадии водорослей (зооспоры, гаметы), обладающих многоклеточным талломом. Монадная организация таллома встречается у большинства таксонов водорослей, кроме хлорарахниофитовых, красных водорослей и цианобактерий.
- Амёбоидный, или ризоподиальный тип менее распространён, чем монадный. Амёбоидные клетки тоже могут быть одиночными или образовывать колонии, они лишены жёстких покровов, могут изменять свою форму и способны к амёбоидному движению. Встречается у хлорарахниофитовых, динофитовых и охрофитовых водорослей.
- Гемимонадный (пальмеллоидный, капсальный, трансгрессивный) тип — клетки, подобные монадным и имеющие характерные для монадного типа органеллы, но ведущие неподвижный образ жизни. Часто образуют колонии, состоящие из слизистых выделений и погружённых в эту слизь клеток. Встречается у зелёных, охрофитовых и глаукофитовых водорослей.
- Коккоидные клетки — одиночные или колониальные (ценобиальные), одетые в плотные оболочки, без жгутиков, в вегетативном состоянии неподвижные. Талломы коккоидного типа широко распространены у различных систематических групп водорослей, отсутствует этот тип у эвгленовых, гаптофитовых и криптофитовых.
- Сарциноидный тип является переходным между одноклеточными коккоидными и многоклеточными (паренхиматозными) водорослями. Клетки такого типа способны делиться в трёх взаимно перпендикулярных плоскостях и образовывать объёмные скопления. Как и для предыдущих типов, известны одиночные и колониальные представители сарциноидного типа. Насколько этот тип распространён в различных отделах водорослей, ещё окончательно не выяснено, характерные представители встречаются у зелёных водорослей, возможно также у класса жёлто-зелёных водорослей (отдел Охрофиты).
- Нитчатый, или трихальный тип — многоклеточный таллом, клетки которого делятся преимущественно в одной плоскости и образуют нити толщиной в один или несколько рядов. Нити могут быть простыми или разветвлёнными. Чаще всего клетки нити делятся поперечными перегородками, что обеспечивает постоянный рост нити в длину. Трихальный тип таллома широко представлен у охрофитовых, зелёных, красных водорослей и у цианобактерий.
- Разнонитчатый (гетеротрихальный) таллом схож с нитчатым, но различные участки его морфологически дифференцированы и приспособлены к выполнению различных функций, например, могут иметься две системы нитей — стелющиеся по субстрату и отходящие от них вертикально. Разнонитчатые талломы встречаются у охрофитовых, зелёных и красных водорослей.
- Ложнотканевый, или псевдопаренхиматозный таллом представляет собой объёмистое слоевище, возникающее в результате срастания нитей. Встречается у охрофитовых и красных водорослей (возможно, также и у зелёных).
- Тканевый, пластинчатый, или паренхиматозный тип образуется за счёт деления клеток в двух или трёх направлениях. Образуются объёмные или пластинчатые, листовидные слоевища, дифференцированные на ткани, которые выполняют различные функции. Тканевые слоевища чаще всего встречаются у охрофитов (в частности, у бурых водорослей), известны они и у представителей зелёных и красных водорослей.
- Сифональный, или сифоновый тип — это многоядерное слоевище неклеточного строения. Оно может вырастать до макроскопических размеров и иметь определённую степень дифференцировки (внешнюю расчленённость). Перегородки появляются при повреждении такого таллома и в процессе размножения. Сифональные талломы известны у зелёных и жёлто-зелёных водорослей.
- Сифонокладальный таллом образуется из первичного сифонального и представляет собой сложное слоевище нитчатой или другой формы, состоящее из многоядерных элементов. Встречается только у зелёных водорослей.

## Талломы грибов
У грибов и грибоподобных организмов (псевдогрибов) обычно выделяют талломы амёбоидные и плазмодиальные, мицелиальные и дрожжеподобные.
- Амёбоидный таллом представляет собой одноядерную клетку, не имеющую клеточной стенки (имеется лишь цитоплазматическая мембрана и перипласт — уплотнённый наружный белковый слой). Плазмодиальный таллом имеет аналогичное строение, но содержит множество клеточных ядер. По морфологическим особенностям различают талломы:
  - экстраматрикальные — находящиеся на поверхности и интраматрикальные — развивающиеся внутри субстрата;
  - моноцентрические — представленные одной амёбоидной одноядерной клеткой, которая может иметь короткие безъядерные корнеподобные выросты (ризомицелий) и полицентрические — с удлинённым ризомицелием, образующим утолщения, содержащие дополнительные клеточные ядра;
  - холокарпические — при развитии и переходе к стадии спороношения целиком превращающиеся в один спорангий и эукарпические — формирующие несколько спорангиев.
- Мицелиальный таллом состоит из тонких ветвящихся нитей — гиф, которые могут быть разделены септами на клетки (клеточный мицелий) или не иметь септ (неклеточный мицелий). Обычно гифы имеют неограниченный верхушечный рост, характерный как для первичной гифы, так и для боковых ветвей; гифы переплетаются и образуют анастомозы — слияния боковых ветвей; поэтому в зрелом мицелии обычно невозможно различить первичную гифу и ответвления. Из мицелия формируются почти все известные грибные структуры — плодовые тела, покоящиеся видоизменения (склероции, хламидоспоры), проводящие и поддерживающие структуры (синнемы, тяжи, ризоморфы), инфекционные структуры (аппрессории, гаустории, ловчие гифы).
- Дрожжеподобный таллом (см. Дрожжи) — отдельные клетки, имеющие клеточные стенки или короткие, легко распадающиеся цепочки клеток — псевдомицелий.

## Талломы лишайников
У лишайников по внешнему виду обычно выделяют талломы накипные, листоватые и кустистые.
- Накипной таллом характеризуются плагиотропным (горизонтальным) типом роста, имеют вид порошкообразного, зернистого налёта или корочки. Обычно такие лишайники прикрепляются к субстрату гифами сердцевинного слоя или подслоевища, нижний коровый слой, как правило, не сформирован. Накипные лишайники плотно срастаются с субстратом, порой отделить их от субстрата невозможно.
- Листоватые талломы также имеют плагиотропный тип роста, по форме напоминают более или менее рассечённые пластинки с хорошо сформированным нижним коровым слоем. Такие лишайники рыхло прикрепляются к субстрату с помощью специальных органов прикрепления, выростов нижнего корового слоя: ризин, гомфа или др.
- Кустистые талломы по уровню организации представляют собой высший этап развития таллома лишайника. В отличие от других они имеют ортотропный (вертикальный) тип роста гиф с верхушечным типом роста таллома. К субстрату они прикрепляются только небольшими участками нижней части таллома: тонкими нитевидными ризоидами, псевдогомфом и др. Внешне такие лишайники имеют вид кустиков — прямостоячих или повисающих.

Вертикальные выросты, которые образуются на горизонтальных слоевищах, называются подециями. Могут быть как простыми, так и сильно разветвлёнными. Верхняя часть подеция может иметь различную форму — тупую, заострённую, сцифовидную (с кубковидным расширением). Подеции характерны для представителей родов Cladonia, Baeomyces, Stereocaulon.

## Талломы высших растений
У высших споровых растений в виде типичных талломов развиваются заростки. Эволюция таллома шла от форм простых — одноклеточных жгутиковых или амёбоидальных клеток — через нитчатые, пластинчатые формы к сложно дифференцированным.